# 鉾田駅
鉾田駅（ほこたえき）は、かつて茨城県鉾田市鉾田にあった、鹿島鉄道鹿島鉄道線の駅である。同線の終着駅であったが、2007年（平成19年）4月1日、鹿島鉄道線の廃線に伴い廃駅となった。
駅構内のバスターミナルは鉄道廃止後も関東鉄道（旧関鉄グリーンバス）のバスターミナルとして引き続き使用されており、停留所名は鉄道が通っていた時代より2020年（令和2年）現在まで「鉾田駅」を名乗っている。本記事ではこのバスターミナルについても記載する。

## 歴史
- 1929年（昭和4年）5月16日：鹿島参宮鉄道の駅として開業[2]。
- 1939年（昭和14年）4月1日：従来よりも市街地よりに建設した新駅舎（鉾田B駅）で営業開始[5]
- 1965年（昭和40年）6月1日：鹿島参宮鉄道と常総筑波鉄道が合併して関東鉄道が発足。同社の鉾田線の駅となる[3]。
- 1979年（昭和54年）4月1日：鉾田線が鹿島鉄道に分社化[3]。
- 2000年（平成12年）：運輸省関東運輸局の第1回「関東の駅百選」に選定される。
- 2007年（平成19年）4月1日：廃止[3]。

## 駅構造
1面1線のホームを有する地上駅で、側線を併設していた。駅舎の屋根には特徴的な三角形のオブジェが飾られていた。
駅舎は北側に位置しており、駅舎からへの移動は構内踏切（ホームと車止めの間にあったので、列車が通ることはなかった）を通る構造になっていた。駅舎には鹿島鉄道直営の立ち食い蕎麦屋とたい焼き屋があった。
末期には業務委託駅であった。

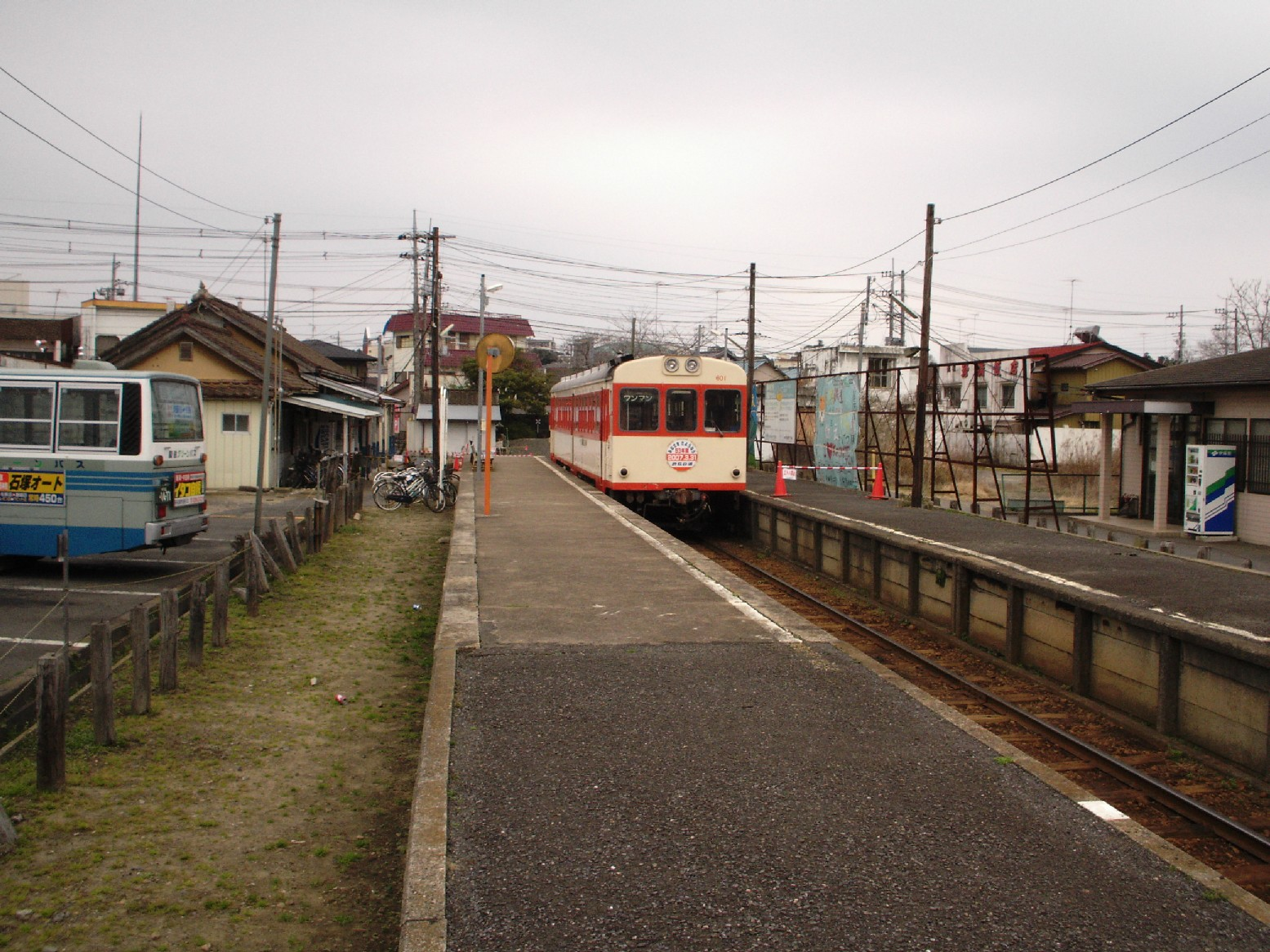
構内（2007年3月）
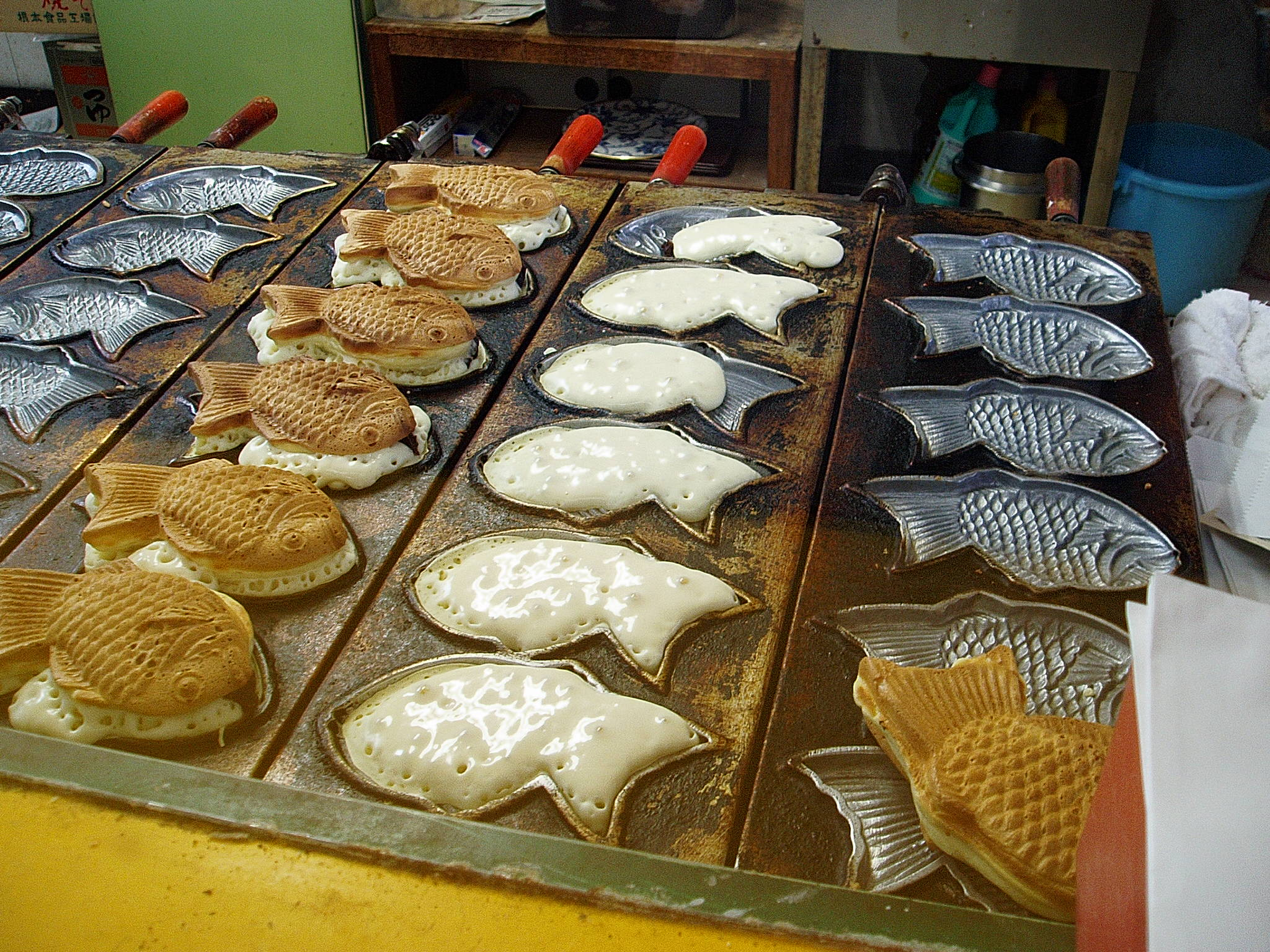
廃止前は駅舎でたい焼きを販売していた。後に移転し、2011年8月まで営業。（2007年1月20日撮影）
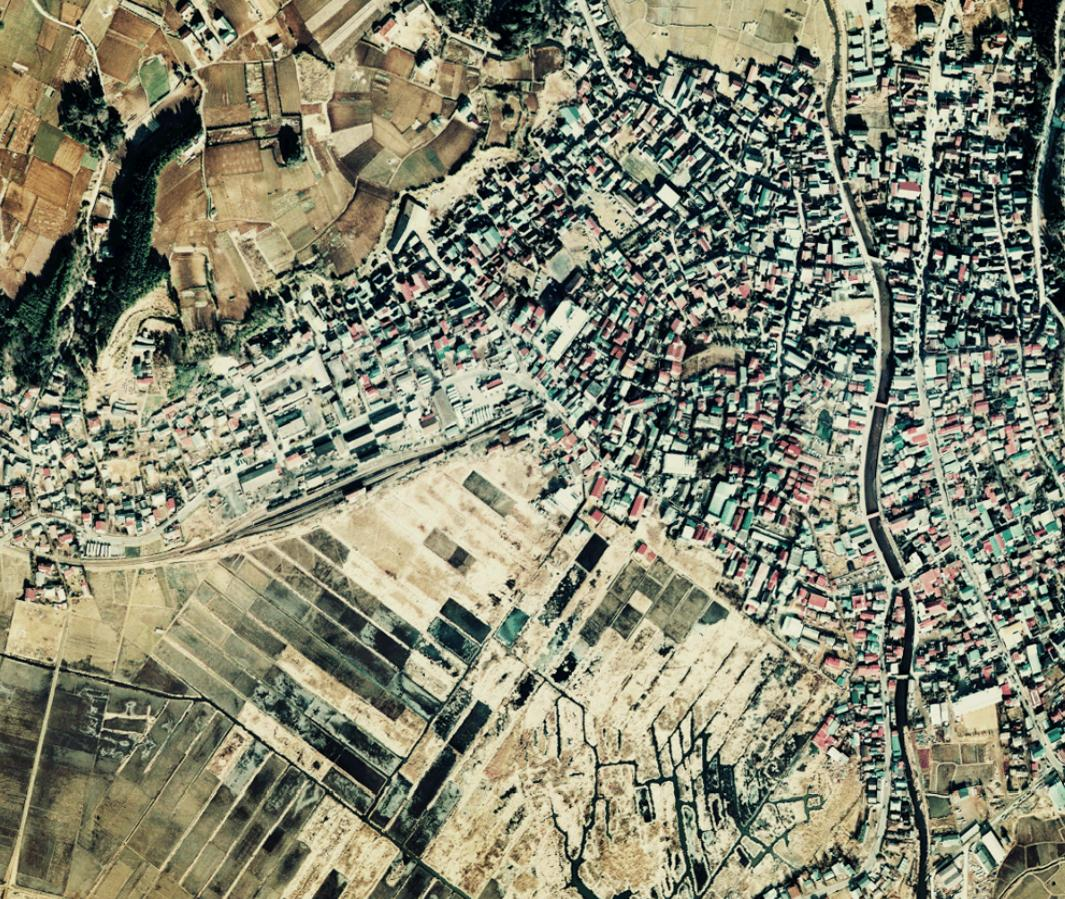
（1974年撮影 国土画像情報オルソ化空中写真（国土交通省）より）
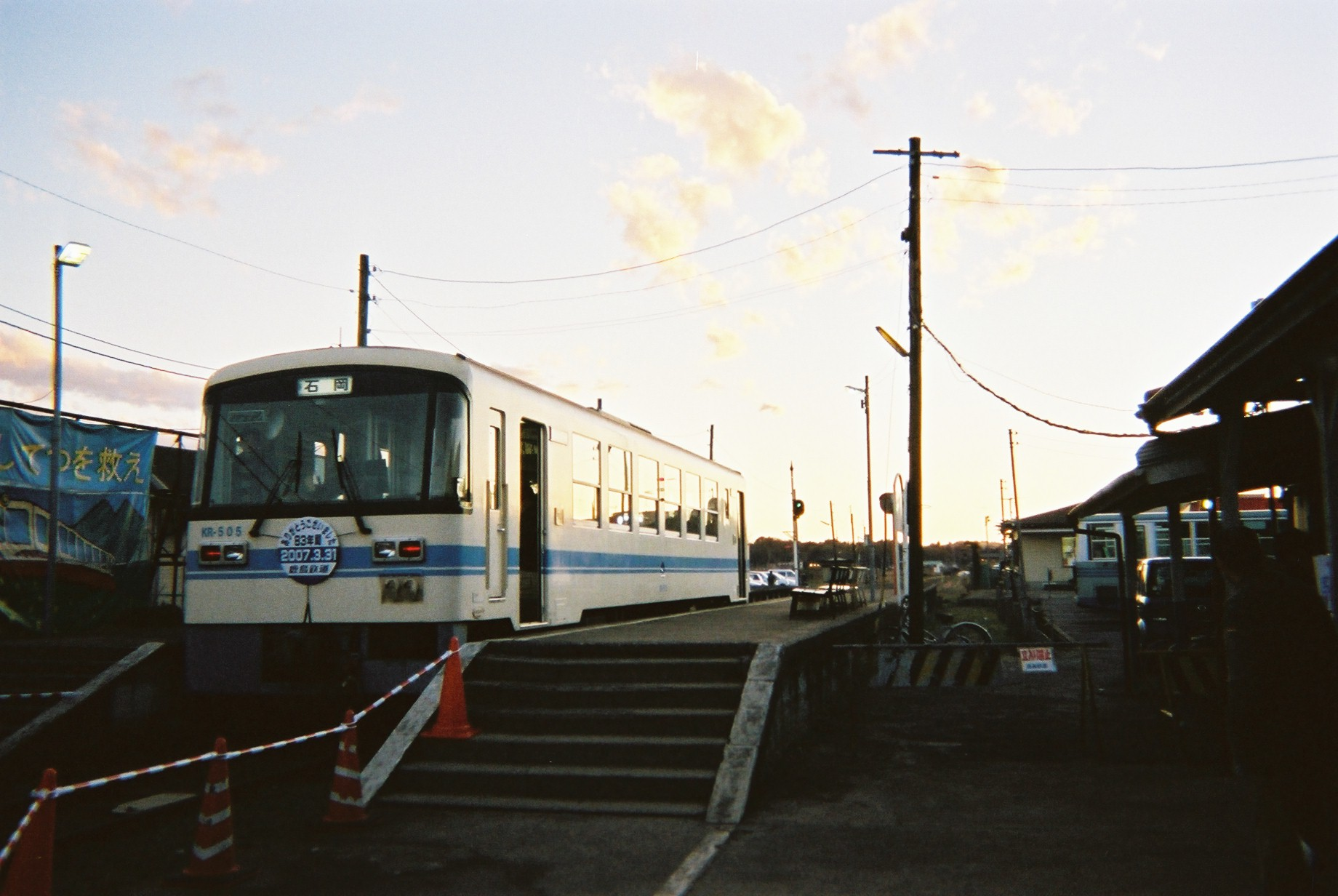
KR505と鉾田駅の暮色（2007年3月）

## 廃止後

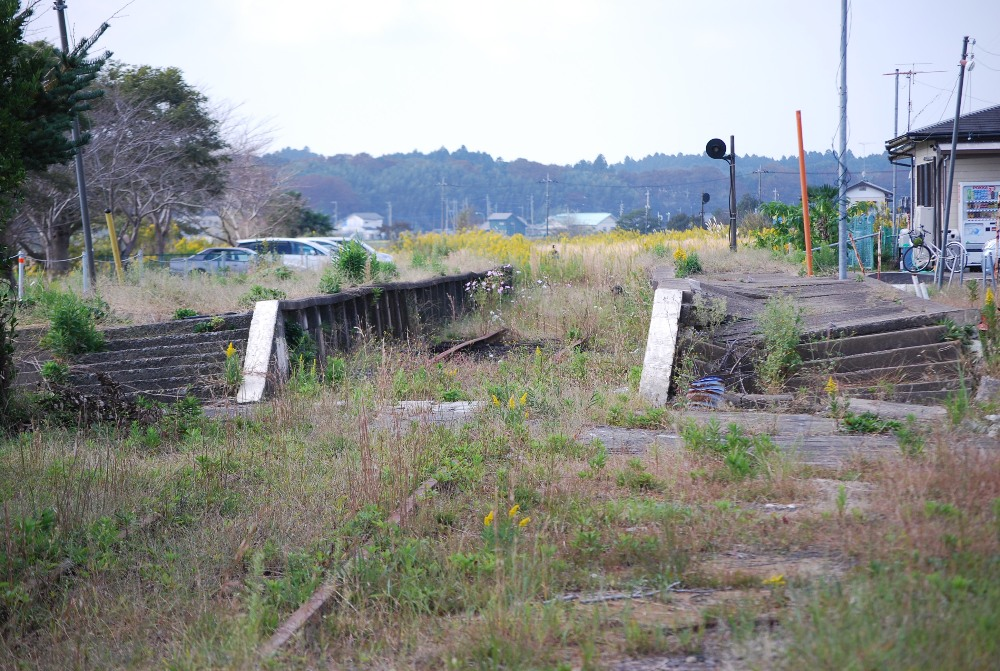
東北地方太平洋沖地震により破損した旧駅ホーム

当駅は「関東の駅100選」に選定されたこともあり、駅舎をそのまま保存する案もあったが、調査の結果老朽化が著しかったため解体された。2008年（平成20年）2月1日から「鉾田駅保存会」が関東鉄道から駅跡地の一部を借用して、保存会が自費購入した2車両を動態保存し1か月に1回程度、車内を公開したり、エンジンを稼動させるなどのイベントを行っていた。同会は旧駅舎の復元や跡地の鉄道公園化を目指していたが、跡地の借用期限が迫ったため公園化計画は断念せざるを得なかった。2車両はその後2009年（平成21年）12月に当駅の近くにある鉾田市市営温泉施設「ほっとパーク鉾田」の敷地内に移設された。車両は市に寄付されたが、保存活動は引き続き保存会が行っている。また、たい焼き屋はバスターミナル内の建物に移転し、廃線後も継続営業したが2011年8月に閉店。現在は建物自体撤去されている。
2009年（平成21年）正月にフジテレビ系列で放送されたドラマ『コード・ブルー -ドクターヘリ緊急救命- 新春スペシャル』のロケに当駅構内が使用された。新千葉鉄道・西浦安発千葉山行普通電車の脱線転覆事故現場シーンで登場した。複線の軌道が存在し、車両のセットを長期に設営できるうえヘリコプターが着陸可能な場所として廃止後の当場所が選択された。なお、撮影時にはブルーシートで外部から完全に遮断されていた。
2011年（平成23年）3月11日に発生した東北地方太平洋沖地震により、残っていた駅のホームが損壊し、付近では液状化現象も見られた。修復はなされず、現在もホームは半壊状態のままとなっている。

## 駅周辺
当駅は旧鉾田町の中心市街地の西端に位置していた。銀行の支店や旅館、また変わったところでは祭り用品店などが徒歩圏内にあった。鹿島臨海鉄道大洗鹿島線新鉾田駅は鉾田の市街地を挟んだ東側に位置し、当駅から道のりで約1.4kmある（徒歩約20分）。なお2012年10月1日より新鉾田駅 - 茨城空港を結ぶ路線バスが運行されており、移動が便利となった。
- 関東鉄道石岡営業所鉾田車庫（旧関鉄グリーンバス鉾田営業所）・整備工場
- ビッグエコー 鉾田店
- ガキ大将ラーメン 鉾田駅前店
- 鉾田郵便局
- 鉾田駅前郵便局 - 駅から数百メートル離れているため、駅前とは言い難い。
- 高須病院
- 鉾神社 - 祭りの日は鉾田駅を含む市街地に神輿が通る
- 水戸信用金庫 鉾田中央支店
- 北浦病院
- 東日本銀行 鉾田支店
- 茨城銀行 鉾田支店
- 茨城県立鉾田第一高等学校・附属中学校
- 茨城県立鉾田第二高等学校
- 鉾田市役所
- 関東つくば銀行鉾田支店
- 常陽銀行鉾田支店
- 鉾田警察署
- NTT東日本鉾田支局
- 鹿島参宮通運鉾田営業所
- 茨城県たばこ耕作組合鹿行支所

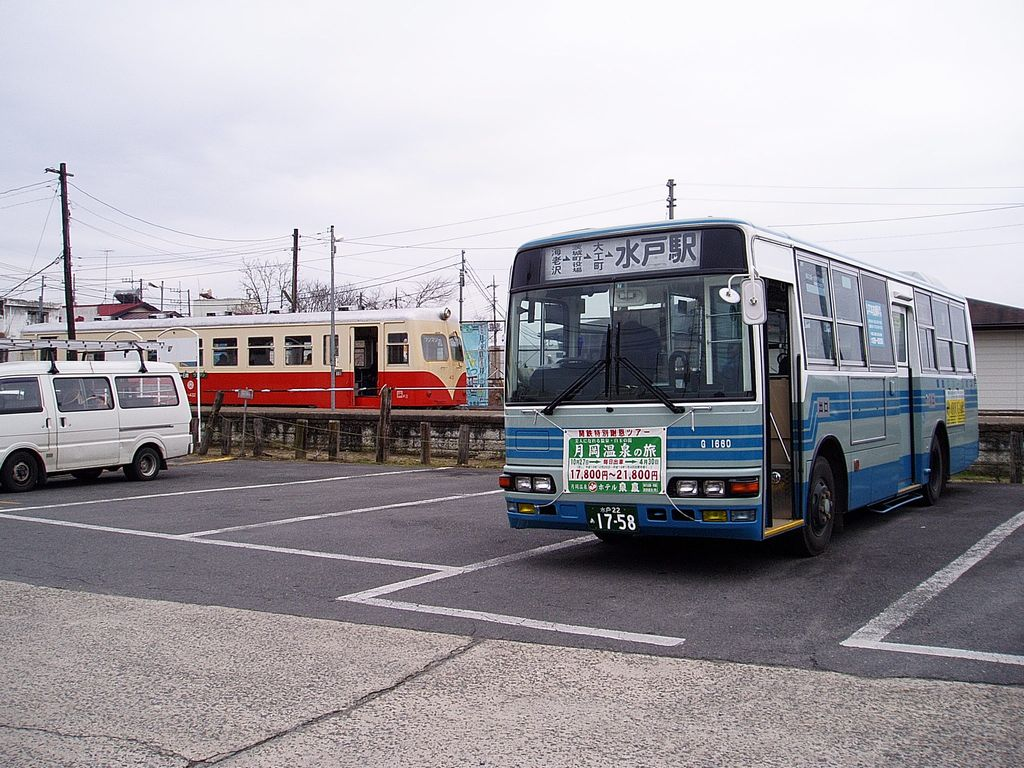
鉾田駅に隣接する関鉄グリーンバス鉾田営業所車庫に駐車している関鉄グリーンバスの一般路線車と鹿島鉄道の気動車（奥）（2007年1月）。
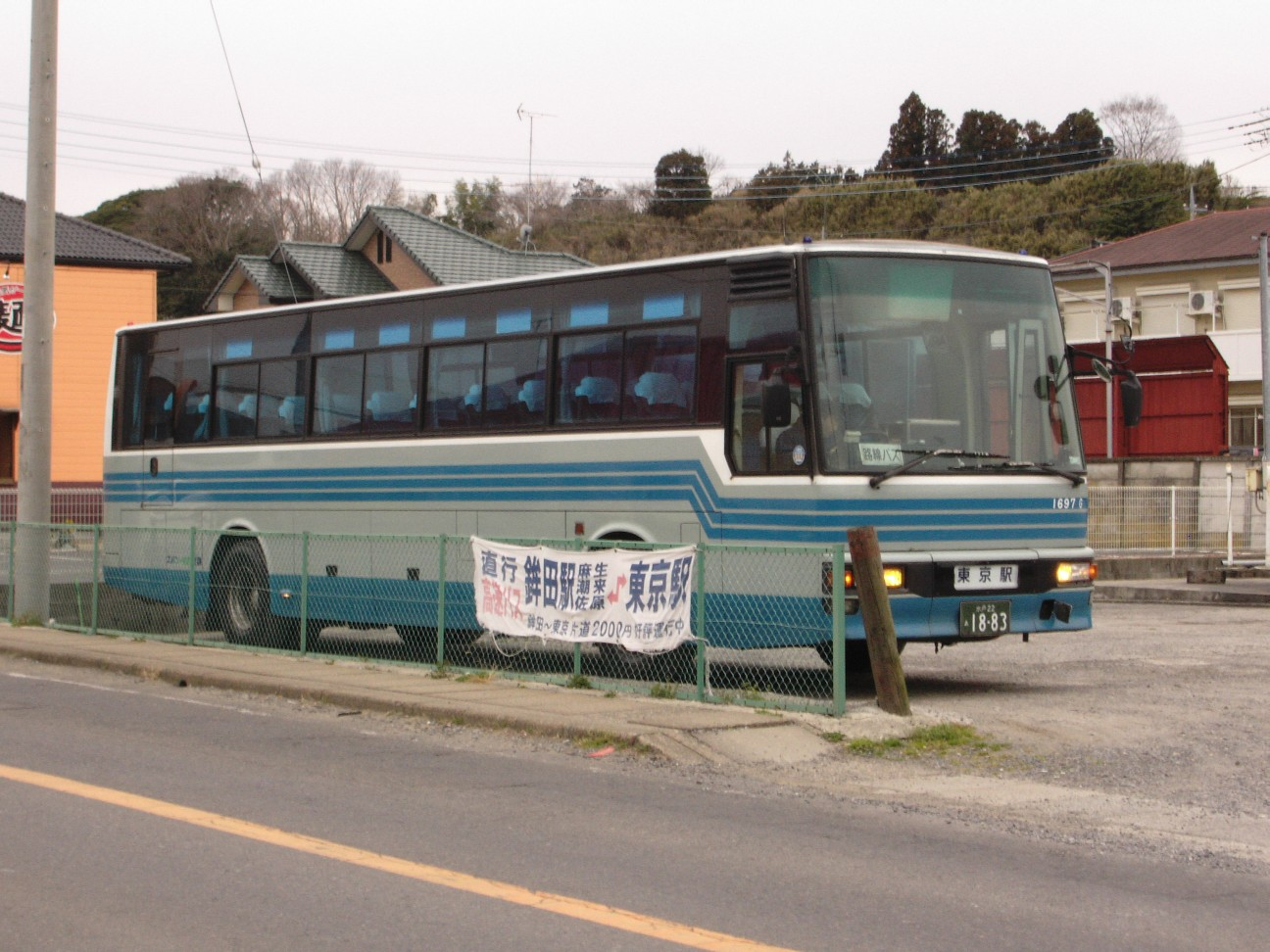
鉾田駅に隣接する関鉄グリーンバス鉾田営業所車庫で発車を待つ「あそう号」（2007年3月）
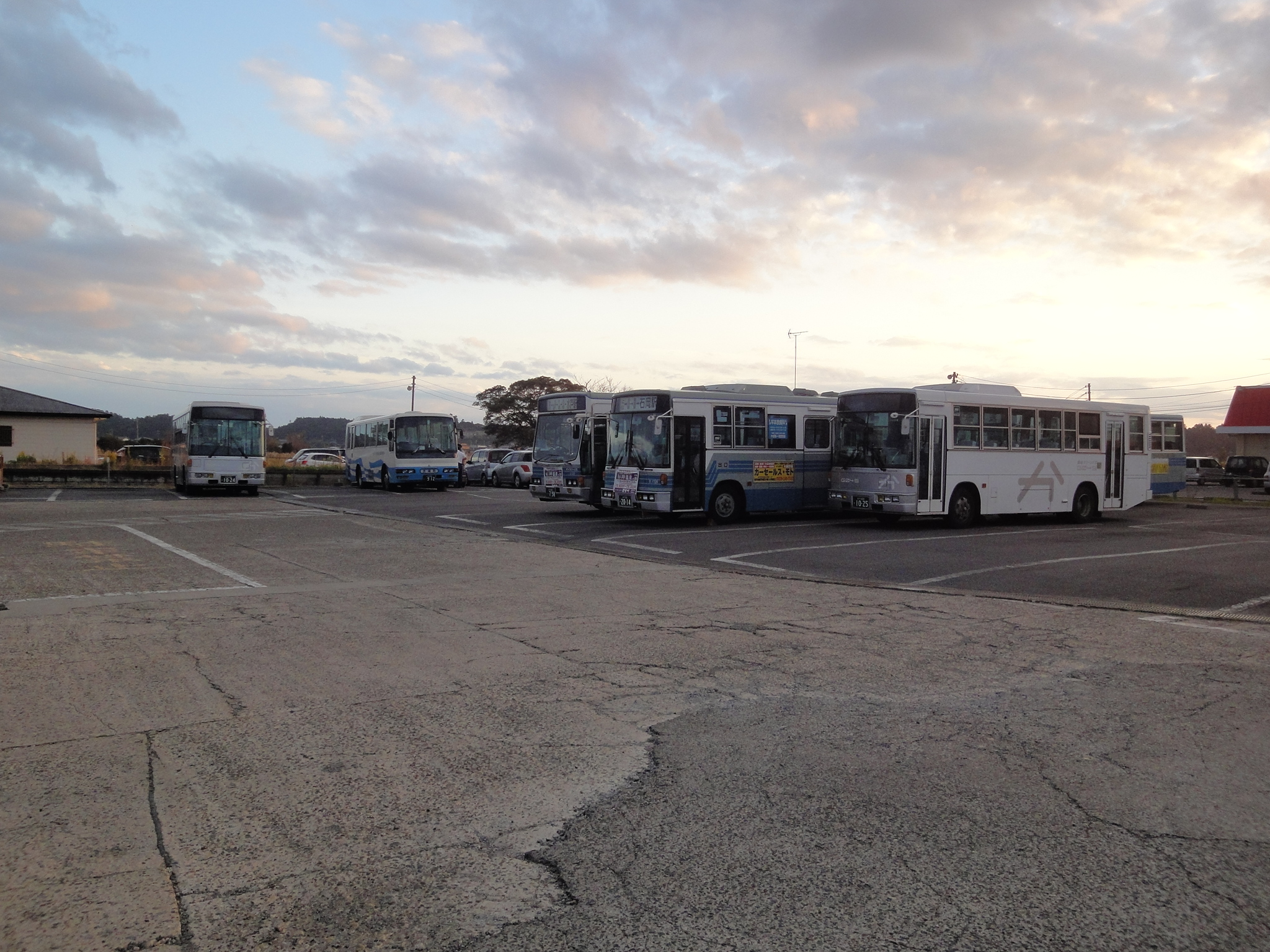
鉾田駅に隣接する関鉄グリーンバス鉾田営業所車庫（2012年10月）

### バス路線
停留所名は、関鉄グリーンバスが「鉾田駅」、茨城交通が「鉾田駅前」であったが、茨城交通の路線は2009年（平成21年）9月30日限りで廃止となった。現在は、関東鉄道（旧関鉄グリーンバス）が行方市・小美玉市・石岡市、東茨城郡茨城町・水戸市方面への一般路線バスと東京駅行高速バスを運行している。なお、小美玉市・石岡市方面へのバスは鹿島鉄道代替バス（かしてつバス）として運行している。
| 乗り場 | 主要経由地                                                         | 行先           | 運行会社  |
| ------ | ------------------------------------------------------------------ | -------------- | --------- |
| 駅構内 | 上山・玉造駅・小川駅・四箇村駅・（かしてつバス専用道）・石岡一高下 | 石岡駅         | ■関東鉄道 |
| 駅構内 | 大和田・奥ノ谷・県庁前                                             | 水戸駅         | ■関東鉄道 |
| 駅構内 | 鉾田二高農場入口・海老沢・奥ノ谷・県庁前                           | 水戸駅         | ■関東鉄道 |
| 駅構内 | 鉾田市役所                                                         | 新鉾田駅       | ■関東鉄道 |
| 駅構内 | 高速バス「あそう号」麻生庁舎・潮来駅・佐原駅                       | 東京駅日本橋口 | ■関東鉄道 |

備考
- 水戸駅行のバスは茨城交通も乗り入れていたが、こちらは大洗経由だった。また、同駅を経由して茨大前まで運行していた。
- かつては新鉾田駅や大野村を経由して鹿島神宮駅まで行く路線や潮来方面のバスも走っていたが、現在は廃止されている。
- 2012年4月1日より、高速バスあそう号が鉾田駅〜麻生庁舎・潮来駅・佐原駅の利用が可能になった。

## 隣の駅
鹿島鉄道
■鹿島鉄道線
坂戸駅 - 鉾田駅